# 桑科纳克
桑科纳克（法語：Senconac，法語發音：[sɛ̃kɔnak]）是法国阿列日省的一个市镇，位于该省中部偏东南，属于富瓦区。

## 地理
桑科纳克（42°47'55"N, 1°42'43"E）面积4.67 平方千米，位于法国奧克西塔尼大區阿列日省，该省份为法国西南部内陆省份，西部和北部与上加龙省接壤，东临奥德省，东南至东比利牛斯省接壤，南与安道尔和西班牙接壤。
与桑科纳克接壤的市镇（或旧市镇、城区）包括：阿尔比耶斯、卡兹纳沃-塞尔和阿朗斯、蒙费里耶、韦布尔、凡尔登。
桑科纳克的时区为UTC+01:00、UTC+02:00（夏令时）。

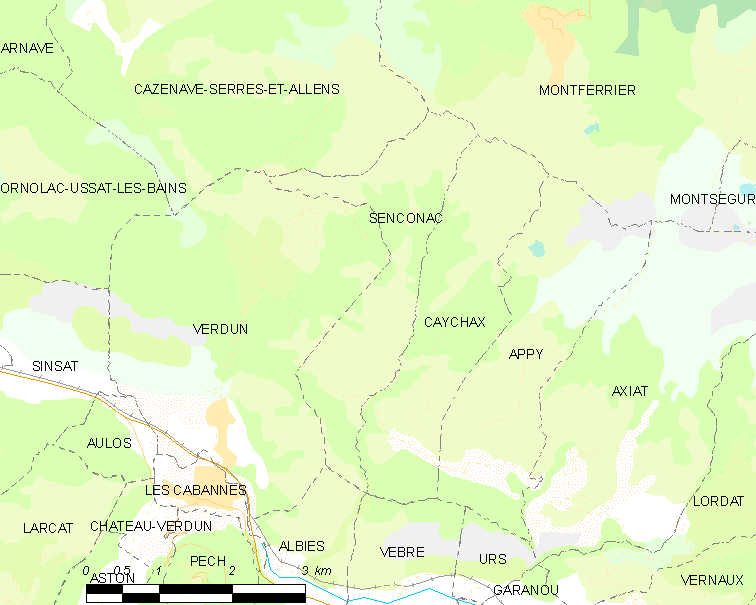
桑科纳克的OSM定位图

## 行政
桑科纳克的邮政编码为09250，INSEE市镇编码为09287。

## 政治
桑科纳克所属的省级选区为上阿列日县。

## 人口
桑科纳克于2022年1月1日时的人口数量为6人。桑科纳克也是阿列日省乃至整个法国人口最少的市镇之一。

1962-2008年间桑科纳克人口变化图示